# 熊田誠
熊田 誠（くまだ まこと、1920年1月17日 - 2007年6月28日）は、日本の化学者。専門は、有機ケイ素化学・有機金属化学・有機合成化学など。京都大学名誉教授。1993年勲三等旭日中綬章受章。1994年恩賜賞・日本学士院賞受賞。2007年正四位。福井県小浜市出身。
有機金属化学、特に有機ケイ素化学、遷移金属触媒反応の分野において先駆的な研究をしこの分野の発展に指導的役割を果たした。また多くの門下生を輩出した。

## 来歴

### 学歴
- 1943年9月　京都帝国大学工学部工業化学科卒業

### 職歴
- 1943年10月 東京芝浦電気株式会社入社
- 1950年3月 大阪市立大学理工学部助手
- 1951年4月 大阪市立大学理工学部講師
- 1952年5月 大阪市立大学理工学部助教授
- 1956年6月 大阪市立大学理工学部教授
- 1962年7月 京都大学工学部合成化学科教授（有機金属化学講座）
- 1983年4月 京都大学定年退官、名誉教授

#### 学外における役職
- 有機合成化学協会関西支部長
- 近畿化学協会有機金属部会長
- ケイ素化学協会顧問
- J. Organomet. Chem.誌 東洋地区責任編集者
- 第7回国際有機ケイ素化学会議組織委員長
- 日本化学会名誉会員
- ケイ素化学協会名誉会員

## 業績
専門は有機ケイ素化学、有機合成化学、有機金属化学を中心とする有機化学。
特に有機ケイ素化合物その他有機金属を用いる有機合成、構造有機化学で先駆的研究成果を多数。現在、シリコーン接着剤や化粧品などの原材料として幅広く使われる有機ケイ素化合物の新しい合成法や物性の研究開発を行った。1994年優れた業績を挙げたとして、恩賜賞・日本学士院賞を受賞した。1972年には炭素同士の新しい結合生成反応「熊田・玉尾カップリング」を発見し、ニッケルやパラジウムなどを触媒としたクロスカップリング反応開発の基礎を築いた。
- 1967年 アメリカ化学会 F. S. Kipping 賞（日本人で初めて受賞）。
- 1974年 有機合成化学協会賞。
- 1993年 勲三等旭日中綬章。
- 1994年 恩賜賞・日本学士院賞（櫻井英樹東北大学名誉教授との共同受賞）。
- 1996年 有機合成化学協会特別賞を受賞。
- 2007年 正四位。

## 特記事項
- 講義の板書や講義資料を非常に几帳面な字で書く癖があった。
- 小田良平京都大学名誉教授の門下生である。
- ノーベル賞選考委員のヤン・ベックバル（ストックホルム大学教授）は、2010年ノーベル化学賞発表後のインタビューで、「（熊田教授が生きていたら、クロスカップリング開発の功績で）受賞はあり得た」と述べている。

## 門下生
- 石川満夫（広島大学 名誉教授）
- 山本經二（東京工業大学 名誉教授）
- 玉尾皓平（理化学研究所（京都大学名誉教授））
- 細見彰（大学評価・学位授与機構）（筑波大学 名誉教授）
- 吉良満夫（東北大学 名誉教授）
- 林民生（京都大学院・理）
- 吉田潤一（京都大学院・工）
- 穐田宗隆（東京工業大学資源研）